# Отава Јо
Отава Ио (рус. Отава Ё, отава значи „други откос”) је руски фолк-рок састав из Санкт Петербурга, основан 2003. године.
Бенд је наступао у 30 земаља, укључујући Мексико, Француску, Естонију, Кину, Португал, Летонију, Литванију, Словачку, Пољску, Немачку, Холандију, Аустрију, Финску, Белгију, Норвешку, Индију, Сједињене Државе, Велика Британија, Италија, Данска, Иран и Јапан.

## Историја
Алексеј Белкин, Алексеј Скосирев, Дмитриј Шихардин и Петр Сергејев су заједно били улични свирачи око 3 године на улицама Санкт Петербурга. Позитиван одзив слушалаца су их инспирисали да 2003. године и званично оформе бенд. Од почетних чланова само је Дмитриј имао формално музичко образовање, док су остали самоуки музичари. У почетку се бенд звао Реелроадъ и свирали су келтски панк, али су касније променили име у Отава Јо и прешли на традиционалну руску музику.
Године 2005. издали су свој први студијски албум „Под апотеком”, назван по њиховом омиљеном месту за уличне перформансе поред хомеопатске апотеке на Невском Проспекту. Четири године касније, 2009. године, Отава Јо су објавили свој други студијски албум „Жили-били“, настављајући са музичким правцем који су назвали „руски ритам“.
Следећи албум Отава Јо „Рождество“ је скуп традиционалних божићних песама објављен 2011. године и означио је одступање од њиховог карактеристичног музичког правца којем су се на крају вратили на албуму „Что за песни“ из 2013. године.
До продора бенда дошло је са спотом за песму „Сумецкаја“, на којем су учествовали руски боксери. У 2015. години „Сумецкаја“ је заузела прво место на фебруарској видео табели Светска музилка мрежа и погледана је више од 12 милиона пута на Јутјубу, број који је достигао 14 милиона 2018. године, постављајући рекорд као најгледанији музички видео руског народног бенда.
Августа 2018. године, Отава Јо најављује да је њихов следећи албум „Љубиш ли ти?“ ушао у фазу завршне обраде. Дана 30. септембра 2018. бенд је објавио видео за песму „Как на горке, на горе“ (Било једном на високом брду) снимљену у Подпорошком рејону у јуну са предстојећег албума.

## Чланови

### Тренутни чланови
- Алексеј Белкин - вокал, гајде, гусли, жалејка
- Алексеј Скосирев - вокал, акустична гитара
- Дмитриј Шихардин - вокал, фидела
- Јулија Усова - вокал, скрипка (2011 – данас)
- Пјотр Сергејев - бас бубањ, дарабоука

### Претходни чланови
- Наталија Високих - загонетка (2003–2011)
- Тимур Сигидин - бас гитара (2009 – данас) [9]

## Дискографија
| Наслов                                                                               | Превод на српски                   | Детаљи о албуму                                   |
| ------------------------------------------------------------------------------------ | ---------------------------------- | ------------------------------------------------- |
| Под аптекој (Под аптекој)                                                            | Под апотеком                       | - Издато: 2006 - Издавач: Нема - Формат: ЦД       |
| Жили-били (Зхили-били)                                                               | У давна времена                    | - Издато: 2009 - Издавач: Нема - Формат: ЦД       |
| Рождество (Розхдество)                                                               | Божић                              | - Издато: 2011 - Издавач: Нема - Формат: ЦД       |
| Что за песни (Цхто за песни)                                                         | Какве песме                        | - Издато: 2013 - Издавач: Нема - Формат: ЦД       |
| Лучшие песни 2006—2015 (Луцхсхие песни 2006—2015)                                    | Најбоље песме 2006–2015            | - Издато: 2015 - Издавач: Нема - Формат: ЦД / ДВД |
| Дајте маленкое времечко веслому побить! (Даите маленкое времецхко весиолому побит! ) | Дајте само мало времена за весеље! | - Издато: 2015 - Издавач: Нема - Формат: ЦД / ДВД |
| Лубишь ли ти? (Љубишки ли ти? )                                                      | Волиш ли ти?                       | - Издато: 2018 - Издавач: Нема - Формат: ЦД       |

### Видеографија
- Про Дими и Пету (2010)
- Про Ивана Гроове (2012)
- Дворник (2012)
- Что за песни (2014)
- Мушкаа (2015)
- Иванушка-рачек (2016)
- Ој, Дуса, ој, Маруса (2017)
- На речке, на речке (2018)
- Как на горке, на горе (2018)
- Јаблочко (2019)
- У кошки четверо ноги (2020)

## Награде и номинације
| Година | Песма                        | Награда                                       | Категорија                      | Резултат |
| ------ | ---------------------------- | --------------------------------------------- | ------------------------------- | -------- |
| 2017   | Ох, Душа, моја Марусиа       | НИЦ награда за индијски филм                  | Бест Мусиц Видео                | Освојено |
| 2017   | Ох, Душа, моја Марусиа       | Маикоп Интернатионал Филм Фестивал            | Бест Мусиц Видео                | Освојено |
| 2017   | Ох, Душа, моја Марусиа       | Руссиан Ворлд Мусиц Авардс                    | Бест Мусиц Видео                | Освојено |
| 2018   | Ох, Душа, моја Марусиа       | БЕЛИФФ Лондонски међународни филмски фестивал | Бест Мусиц Видео                | Освојено |
| 2018   | Једном давно на високом брду | Награде за филм у Лос Анђелесу                | Бест Мусиц Видео                | Освојено |
| 2019   | Једном давно на високом брду | Награде за музичке видео у Калифорнији        | Најбољи видео на страном језику | Освојено |